# Liadagmis Povea
Liadagmis Povea, née le 6 février 1996 à San Juan y Martínez, est une athlète cubaine, spécialiste du triple saut.

## Biographie
Deuxième des championnats du monde juniors de 2014, derrière la Française Rouguy Diallo, Liadagmis Povea se classe sixième des Jeux panaméricains de 2015 et deuxième des championnats panaméricains juniors de 2015.
En mars 2016, elle porte son record personnel à 14,56 m. Le 1er août 2018, elle remporte la médaille de bronze des Jeux d'Amérique centrale et des Caraïbes de Barranquilla avec 14,44 m, derrière les Colombiennes Caterine Ibargüen (14,92 m) et Yosiris Urrutia (14,48 m).
Le 5 juillet 2019, elle termine 3e de l'Athletissima de Lausanne et porte son record à 14,77 m. Elle confirme six jours plus tard au port de Monaco en terminant 2e avec 14,71 m. Le 6 août, Povea décroche la médaille de bronze aux Jeux panaméricains de Lima avec 14,60 m, derrière Yulimar Rojas (15,11 m) et Shanieka Ricketts (14,77 m). Elle termine également troisième des finales de la Ligue de Diamant disputés à Zurich le 29 août avec un saut à 14,49 m, toujours derrière Rojas (14,74 m) et Ricketts (14,93 m). Elle est toutefois éliminée dès les qualifications du triple saut aux championnats du monde de Doha, ne pouvant faire mieux que 14,08 m.

## Palmarès
| Date | Compétition                              | Lieu                               | Résultat | Marque  |
| ---- | ---------------------------------------- | ---------------------------------- | -------- | ------- |
| 2014 | Championnats du monde juniors            | Eugene                             | 2e       | 14,07 m |
| 2015 | Jeux panaméricains                       | Toronto                            | 6e       | 13,97 m |
| 2015 | Championnats panaméricains juniors       | Edmonton                           | 2e       | 14,08 m |
| 2018 | Jeux d'Amérique centrale et des Caraïbes | Barranquilla                       | 3e       | 14,44 m |
| 2019 | Jeux panaméricains                       | Lima                               | 3e       | 14,60 m |
| 2019 | Ligue de diamant                         | Ligue de diamant                   | 3e       | 14,49 m |
| 2021 | Jeux olympiques                          | Tokyo                              | 5e       | 14,70 m |
| 2022 | Championnats du monde en salle           | Belgrade                           | 5e       | 14,45 m |
| 2022 | Championnats ibéro-américains            | La Nucia                           | 2e       | 14,41 m |
| 2023 | Circuit mondial en salle de l'IAAF       | Circuit mondial en salle de l'IAAF | 1re      | détails |
| 2023 | Jeux d'Amérique centrale et des Caraïbes | San Salvador                       | 3e       | 14,85 m |
| 2023 | Championnats du monde                    | Budapest                           | 6e       | 14,87 m |
| 2023 | Jeux panaméricains                       | Santiago                           | 2e       | 14,41 m |
| 2024 | Jeux olympiques                          | Paris                              | 4e       | 14,64 m |
| 2025 | Championnats du monde en salle           | Nankin                             | 2e       | 14,57 m |

## Records
| Épreuve     | Épreuve   | Marque              | Lieu      | Date            |
| ----------- | --------- | ------------------- | --------- | --------------- |
| Triple saut | Plein air | 14,93 m (+ 0,8 m/s) | La Havane | 22 mai 2021     |
| Triple saut | En salle  | 14,81 m             | Liévin    | 15 février 2023 |